# Mareuil-sur-Arnon
Mareuil-sur-Arnon è un comune francese di 582 abitanti situato nel dipartimento del Cher, nella regione del Centro-Valle della Loira.

## Società

### Evoluzione demografica
Abitanti censiti